# 康德雷斯
康德雷斯（法語：Candresse，法語發音：[kɑ̃dʁɛs]）是法国朗德省的一个市镇，位于该省南部，属于达克斯区。

## 地理
康德雷斯（43°42'44"N, 0°58'47"W）面积8.54 平方千米，位于法国新阿基坦大区朗德省，该省份为法国西南部沿海省份，是法國本土面积第二大的省，北起吉倫特省，西临大西洋，南至大西洋比利牛斯省，东临热尔省，东北与洛特-加龍省接壤。
与康德雷斯接壤的市镇（或旧市镇、城区）包括：圣樊尚德保罗、安克斯、纳罗斯、索尼亚克和康布朗、沙洛斯地区索尔、泰蒂约、伊佐斯。

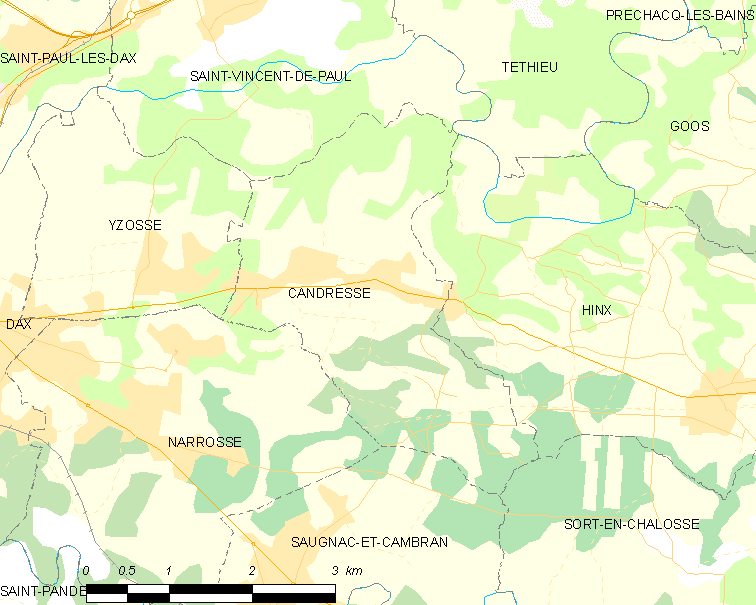
康德雷斯的OSM定位图

康德雷斯的时区为UTC+01:00、UTC+02:00（夏令时）。

## 行政
康德雷斯的邮政编码为40180，INSEE市镇编码为40063。

## 政治
康德雷斯所属的省级选区为达克斯第二县。

## 人口

1962-2008年间康德雷斯人口变化图示

康德雷斯于2022年1月1日时的人口数量为869人。